# Bad Blood (bài hát của Bastille)
"Bad Blood" là bài hát của ban nhạc Anh Bastille và là đĩa đơn thứ hai từ album phòng thu đầu tay cùng tên của họ. Nó được phát hành nó như một đĩa đơn tại Anh vào ngày 17 tháng 8 năm 2012.
Cả "Bad Blood" và bài hát mặt B "Haunt" (Demo) đều nằm trong EP 2012 Haunt của họ cùng với "Pompeii" và "Overjoyed".

## Danh sách bài hát
Digital download
1. "Bad Blood" – 3:32
2. "Haunt" (Demo) – 2:53
3. "Bad Blood" (F*U*G*Z Remix) – 3:41
(featuring F.Stokes & Kenzie May)
4. "Bad Blood" (Mele Remix) – 4:21
5. "Bad Blood" (Lunice Remix) – 3:53
6. "Bad Blood" (music video) – 3:47

## Bảng xếp hạng
| BXH (2012)                               | Vị trí cao nhất |
| ---------------------------------------- | --------------- |
| UK Singles (The Official Charts Company) | 90              |
| BXH (2014)                               | Vị trí cao nhất |
| Hoa Kỳ Billboard Hot 100                 | 95              |
| Hoa Kỳ Hot Rock Songs (Billboard)        | 15              |
| Hoa Kỳ Alternative Songs (Billboard)     | 2               |

## Release history
| Khu vực | Ngày                | Định dạng        | Nhãn           |
| ------- | ------------------- | ---------------- | -------------- |
| Anh     | 17 tháng 8 năm 2012 | Digital Download | Virgin Records |